# Silinger Sámuel
Silinger Sámuel (szlovákul: Samuel Schillinger) (Ungvár, 1903. március 2. – 1998.  február 15.) magyar és csehszlovák fedezet labdarúgó, a csehszlovák nemzeti válogatott tagja.

## Pályafutása
A pályafutását a magyar labdarúgó-bajnokság vidéki csoportjában részt vevő Ungvári TK (1919–1920) és a csehszlovák bajnokság szlovák csoportjában UTK (Užhorod) név alatt, 1920–1922 között szereplő ifjúsági csapatokban kezdte, majd 1923-ban bekerült a fővárosi DFC Praha csapatba, amely akkoriban a Cseh- és morvaországi DFV (Deutscher Fussball Verband) bajnokság élvonalában volt. Ebben a kerületben az új csapatával az elkövetkező tíz évben kilencszer is megnyerte a bajnoki címet, és emellett a csehszlovák amatőrbajnokságban is kétszer lett első. 1925-ben a csapata bekerült a csehszlovák bajnokság első osztályába, amelyben az előkelő negyedik helyen végzett. Ezekben az években őt többször meghívták a csehszlovák labdarúgó-válogatottba. Halálakor a legidősebb csehszlovák válogatott és az egyik legidősebb olyan magyar labdarúgó volt, aki más ország nemzeti válogatott csapatában szerepelt.

## Sikerei, díjai
Csehszlovák bajnok
- Csehszlovák amatőrbajnokság (2): 1931, 1932
- Cseh- és morvaországi DFV (Deutscher Fussball Verband) bajnokság (9): 1923, 1924, 1926, 1927, 1928, 1929, 1931, 1932, 1933

## Statisztika

### Mérkőzései a csehszlovák válogatottban
| #  | Dátum                | Helyszín | Ellenfél    | Eredmény | Kiírás     | Esemény |
| -- | -------------------- | -------- | ----------- | -------- | ---------- | ------- |
| 1. | 1926. szeptember 28. | Prága    | Ausztria    | 1 – 2    | barátságos |         |
| 2. | 1926. október 28.    | Prága    | Olaszország | 3 – 1    | barátságos |         |
| 3. | 1927. március 20.    | Bécs     | Ausztria    | 1 – 2    | barátságos |         |
| 4. | 1929. június 28.     | Zágráb   | Jugoszlávia | 3 – 3    | barátságos |         |

## Fordítás
- Ez a szócikk részben vagy egészben  a   Samuel Schillinger című cseh Wikipédia-szócikk ezen változatának fordításán alapul.  Az eredeti cikk szerkesztőit annak laptörténete sorolja fel. Ez a jelzés csupán a megfogalmazás eredetét és a szerzői jogokat jelzi, nem szolgál a cikkben szereplő információk forrásmegjelöléseként.